# Zastal Zielona Góra
Zastal Zielona Góra – polski klub koszykarski założony w 1946. Występuje w Polskiej Lidze Koszykówki.
Pięciokrotny zdobywca tytułu mistrza Polski (2013, 2015–2017 i 2020), trzykrotny triumfator Pucharu Polski (2015, 2017 i 2021) i trzykrotny zwycięzca Superpucharu Polski (2015, 2020 i 2021). Dwukrotny uczestnik rozgrywek Euroligi (2014 i 2016) i ćwierćfinalista Eurocupu (2016).
Właścicielem klubu jest "GRONO" Sportowa Spóła Akyjna z Zielonej Góry, w której większość udziałów posiadają państwo Katarzyna i Waldemar Kaczmarkowie, a resztę z nich inni prywatni inwestorzy.

## Historia

### Początki klubu (1946–1984)
Zielonogórski klub powstał w 1946 roku pod nazwą Klub Sportowy „Zieloni”. Początkowo występował w rozgrywkach poznańskiej klasy B, a po ich wygraniu i awansie grał w klasie A. W kolejnych latach klub zmieniał nazwy najpierw na Wagmo, później na Stal, a w końcu zaczął występować jako Lechia Zielona Góra. Jako Lechia klub zaczął regularnie występować w ówczesnej III lidze, rywalizując w początkach lat 60. XX wieku o awans do I ligi. Lechia była wówczas również czołowym zespołem w województwie. Dzięki reorganizacji dokonanej przez Polski Związek Koszykówki przed rozpoczęciem rozgrywek ligowych 1966/1967 zielonogórski klub zaczął grać w reaktywowanej II lidze (2. poziom rozgrywkowy, odpowiednik obecnej I ligi). Dwa sezony później Lechia przyjęła ostatecznie nazwę Zastal Zielona Góra.
Na drugim poziomie rozgrywkowym Zastal występował, z dwoma rocznymi przerwami, do końca sezonu 1983/1984, gdy zwyciężył w rozgrywkach na tym poziomie i awansował do najwyższej klasy rozgrywkowej. W tym czasie Zastal dwukrotnie na rok opuścił II ligą – miało to miejsce w sezonach 1972/1973 i 1979/1980. W ciągu 16 sezonów na tym poziomie rozgrywkowym zajmował miejsca od 5. (trzykrotnie: w sezonach 1968/1969, 1969/1970 i 1980/1981) do 9. (w sezonie 1978/1979), tylko dwukrotnie plasując się na pozycji spoza tego przedziału – w sezonie 1971/1972, gdy po zajęciu 11. miejsca spadł z ligi i w sezonie 1983/1984, gdy awansował do najwyższej ligi.
W sezonie 1983/1984 Zastal po raz pierwszy w historii swoich występów w II lidze w jednym sezonie odniósł więcej zwycięstw niż porażek w meczach ligowych, zwyciężając w sumie 29 z 36 spotkań. W marcu 1984 roku w decydującym o awansie spotkaniu Zastal pokonał w zielonogórskiej hali Novity, przy nadkomplecie publiczności, Spójnię Stargard Szczeciński i po raz pierwszy w historii awansował do najwyższej klasy rozgrywkowej.

### Gra w ekstraklasie. Spadek. Powrót (1984–2000)
Zielonogórzanie w najwyższej klasie rozgrywkowej przez kilka sezonów walczyli w środku tabeli, dopiero w sezonie 1992/1993 otarli się o podium kończąc rozgrywki na czwartym miejscu (w walce o brązowy medal ulegając drużynie ASPRO Wrocław). W następnych sezonach drużyna nie odnosiła sukcesów, aż w 1996 roku spadła do II ligi, powracając dwa lata później, walcząc przez kolejne dwa sezony o utrzymanie.

### Spadek. Gra w niższych ligach. Odbudowa (2000–2010)
W sezonie 1999/2000 drużyna opuściła ekstraklasę, a w kolejnym (pierwszoligowym sezonie) została zdegradowana do grupy północnej II ligi, zajmując 15 miejsce (wyżej Zastal był tylko od również zdegradowanej wtedy Astorii Bydgoszcz). Problemy finansowe sprawiły, że Zastal po raz pierwszy w historii spadł do III ligi.
Dnia 23 lipca 2001 roku powołało do życia Sportową Spółkę Akcyjną Grono, która – po aprobacie PZKosz oraz porozumieniu z Klubem Sportowym Zastal – przejęła prawo do gry w II lidze koszykówki mężczyzn pod nazwą Zastal Zielona Góra. W sezonie 2001/2002 drużyna powróciła do I ligi, w której rywalizowała przez kolejne osiem sezonów (trzykrotnie ocierała się o awans w 2006, 2007 i 2009).
W sezonie 2009/2010 zespół zajął 2 miejsce w rozgrywkach I ligi i awansował do PLK.

### Powrót. Mistrzostwo i medale. Debiut w europejskich pucharach (od 2010)

#### 2010/2011
Sezon 2010/2011 był pierwszym sezonem po 10-letniej przerwie w ekstraklasowych występach klubu. Drużynę Zastalu czekała walka o utrzymanie w najwyższej lidze. Klub oparł krajową część składu na sześciu zawodnikach, którzy wywalczyli awans. W kadrze znaleźli się liderzy pierwszoligowej drużyny Marcin Chodkiewicz, Marcin Flieger, Jarosław Kalinowski, Grzegorz Kukiełka, Maciej Raczyński i Rafał Rajewicz. Nowymi polskimi koszykarzami, po których sięgnęło Grono SSA, byli Jakub Dłoniak i Tomasz Kęsicki. Skład uzupełniono obcokrajowcami. Jako pierwszy w Winnym Grodzie pojawił się Serb Žarko Čomagić, później Trenton Marshall i Walter Hodge, który wkrótce stał się jedną z gwiazd ligi. Wreszcie, tuż przed inauguracją rozgrywek, skład uzupełnił Chris Burgess. Drużyna prowadzona przez Tomasza Herkta rozpoczęła sezon od wygranej z obrońcą tytułu mistrzowskiego Asseco Prokomem, Siarką, PBG Basketem, Treflem czy Anwilem. Gra Zastalowców szybko zyskała też liczne grono sympatyków, a hala Centrum Rekreacyjno-Sportowego, w której zielonogórzanie rozgrywają mecze, wypełniała się do ostatniego miejsca przy okazji ich kolejnych ligowych występów. W połowie rudy zasadniczej Zastal zanotował spadek formy. Na serię porażek klub zareagował wzmocnieniami. Do składu dołączyli David Burgess oraz James Maye. Zielonogórzanie znów zaczęli wygrywać i liczyć się w walce o play-off, jednak do samych play-offów nie weszli. Biało-zielonym zabrakło jednego zwycięstwa. Zastal "wylądował" w dole tabeli i walczył o utrzymanie. Tomasz Jankowski, który w trakcie rozgrywek zastąpił Tomasza Herkta na stanowisku I trenera, przygotował Zastal do fazy play-out. Efektem tego była seria zwycięstw i dziewiąta lokata w tabeli. Po pierwszym sezonie w Tauron Basket Lidze działaczom udało się zatrzymać w kadrze na kolejny rok lidera zespołu Waltera Hodge’a, a frekwencja na trybunach okazała się najwyższa w kraju: każdy mecz ligowy w Zielonej Górze obejrzał średnio prawie cztery tysiące widzów.

#### 2011/2012
Kolejny sezon w ekstraklasie Zastal Zielona Góra rozpoczął od pożegnania z Amerykanami Jeffem Foote'em i Ryanem Wittmanem. Zarządcy klubu poszukiwali zastępstwa za tych zawodników. Wprost z USA zakontraktowali centra – Ganiego Lawala.
Sezon po raz kolejny zawodnicy rozpoczęli od wygranej – zwyciężyli w hali CRS z PBG Basketem Poznań z przewagą 14 punktów. Potem przyszła kolej na 1-punktowe zwycięstwo we Wrocławiu ze Śląskiem. Z początkiem grudnia zespół opuścił Gani Lawal, który – po zakończeniu lock-outu – wrócił do Stanów by szukać swojej szansy w NBA.
W połowie sezonu włodarze klubu zarządzili roszady na stanowisku pierwszego szkoleniowca – objął je serbski trener Mihailo Uvalin. Tomasz Jankowski został jego asystentem.
Zastal pod wodzą nowego trenera wygrał pięć meczów z rzędu. Drużynę zatrzymał dopiero Trefl Sopot. Sztab szkoleniowy pracował nad formą zawodników. Na wyniki nie trzeba było długo czekać – po meczu z Kotwicą Kołobrzeg Zastal awansował do pierwszej szóstki, co gwarantowało udział w fazie play-off.
W trakcie "szóstek" do drużyny wrócił Gani Lawal, który podczas nieobecności w Polsce grał w lidze chińskiej. Jednak Amerykanin nie zagrzał miejsca w drużynie na długo – po kilku tygodniach ponownie opuścił zespół.
W spotkaniach fazy play-off w Tauron Basket Lidze Zastalowcy "obronili" twierdzę CRS – żadnemu rywalowi nie pozwolili wygrać na swoim parkiecie. Do fazy pucharowej podopieczni Mihailo Uvalina przystąpili z czwartej lokaty. Oznaczało to ćwierćfinał pomiędzy Zieloną Górą a Słupskiem. W walce do trzech zwycięstw drużyny rozegrały maksymalną liczbę pięciu spotkań. Piąty mecz – rozgrywany w Zielonej Górze – wygrali gospodarze. Po raz pierwszy w historii zespołu Zastal awansował do półfinału Mistrzostw Polski.
W półfinale drużyna trafiła na zespół Asseco Prokomu Gdynia, obrońcę tytułu Mistrza Polski. Rozgrywki na tym etapie zakończyły się wygraną Gdynian 3:0.
Dla Zastalu nie był to jednak koniec sezonu – drużyna przystępowała do "małego finału", czyli walki o pierwszy w historii klubu medal. Przeciwnikiem Zielonogórzan był PGE Turów Zgorzelec. W serii do dwóch zwycięstw Zastal wygrał pierwsze spotkanie na własnym parkiecie. Rywalizacja przeniosła się do Zgorzelca. Tam Turów zwyciężył z 26-punktową przewagą. W walce do dwóch zwycięstw rozgrywki wróciły do Zielonej Góry. Trzeci mecz walki o brąz wygrała drużyna Zastalu wygrywając z PGE Turowem Zgorzelec 79:74. Zdobyty brązowy medal był pierwszym medalem Mistrzostw Polski w historii zielonogórskiego basketu.
Drugi raz z rzędu na meczach zielonogórskiego klubu zanotowano najwyższą frekwencję spośród wszystkich klubów Tauron Basket Ligi. W hali CRS na każdym meczu zasiadały średnio 4233 osoby. Po zakończeniu sezonu Zastal dostał zaproszenie do gry w lidze VTB oraz rozgrywkach Eurocup. Zarząd klubu, nie mogąc zdecydować się na wybranie żadnej z opcji, postanowili zapytać o zdanie kibiców. W internetowej sondzie fani Zastalu opowiedzieli się za walką o Puchary Europy. Zarząd przystał do tej decyzji.

#### 2012/2013
W kolejnym sezonie z "brązowego" składu w Zielonej Górze pozostał Piotr Stelmach, Kamil Chanas, Marcin Sroka i Filip Matczak. Zarządcy klubu zatrzymali także rozgrywającego, lidera drużyny – Portorykańczyka Waltera Hodge'a. Pomiędzy jednym a drugim sezonem zielonogórski klub zmienił swoją nazwę, a sponsorem tytularnym została firma Stelmet. Do Stelmetu Zielona Góra dołączyli Adam Łapeta i Mantas Česnauskis, Miloš Lopičić, Rob Jones, Oliver Stević i Quinton Hosley.
Stelmet Zielona Góra rozpoczął sezon od walki i wygranej z Energą Czarnymi Słupsk. W listopadzie 2012 roku zielonogórski klub zadebiutował na europejskich parkietach. Pierwszym rywalem w ramach rozgrywek Eurocup był Unics Kazań. Zawodnicy Stelmetu Zielona Góra mimo porażki wzbudzili zainteresowanie środowiska koszykarskiego w Polsce i Europie. Drużyna w ramach europejskich rozgrywek sprawiła niespodziankę wygrywając w następnych kolejkach z Panioniosem Ateny, Unicsem Kazań czy BC Telenetem Oostende.
Pierwszy sezon drużyny w Europie nie zakończył się na pierwszym etapie. Zwycięstwa zapewniły Stelmetowi Zielona Góra awans do fazy Last 16. W tym samym czasie w polskiej lidze zawodnicy zanotowali porażki z drużynami z dolnej części tabeli.
W listopadzie z Zielonej Góry do PGE Turowa Zgorzelec przeszedł Piotr Stelmach, w grudniu Filip Matczak zdecydował się na grę w I-ligowej Stali Ostrów Wlkp, w styczniu Adam Łapeta przeniósł się do Anwilu Włocławek, w lutym Rob Jones został nowym zawodnikiem AZS Koszalin. Klub nie pozostawił jednak w składzie pustych miejsc. Na miejsce odchodzących zawodników kontraktował kolejnych – Dejana Borovnjaka, Łukasza Seweryna i Zbigniewa Białka.
Zwycięstwo w Sevilli z drużyną Cajasol czy też wygrana z Lokomotivem sprawiły, że zawodnikami Stelmetu zaczęły interesować się silniejsze kluby z Europy.
Stelmet w polskiej lidze awansował do fazy "szóstek" a pod koniec marca zatrudnił Łukasza Koszarka podpisując z nim kontrakt do końca ówczesnego sezonu oraz na sezon 2013/2014. Do drużyny wrócił także Filip Matczak, który zakończył sezon ze Stalą Ostrów Wlkp.
Stelmet Zielona Góra przystępował do play-offów z drugiego miejsca. Oznaczało to, iż rywalem zielonogórzan w ćwierćfinale tak jak w roku poprzednim będzie zespół Energi Czarnych Słupsk. Podobnie jak rok wcześniej potrzeba było pięciu spotkań, by z tej pary wyłonić półfinalistę.
W półfinale biało-zieloni trafili na drużynę AZS Koszalin, która sensacyjnie wyeliminowała z walki o medale ubiegłorocznego wicemistrza – Trefl Sopot. Zielonogórzanie nie pozwolili rywalom na ani jedno zwycięstwo. Po trzecim meczu w Koszalinie wraz z licznie przybyłymi kibicami cieszyli się z historycznego awansu do finału Mistrzostw Polski.
W finale Stelmet czekał na zwycięzcę pary PGE Turów Zgorzelec – Anwil Włocławek. Zgorzelczanie okazali się lepsi. Finał – rozgrywany do czterech zwycięstw – należał do drużyny z Zielonej Góry. Biało-zieloni nie pozwolili rywalom na wygranie ani jednego spotkania. Stelmet Zielona Góra – zespół, który powrócił do ekstraklasy zaledwie trzy sezony temu – zdobył złoty medal.
Widownia podczas tegorocznych rozgrywek po raz trzeci z rzędu najliczniej spośród kibiców ekstraligowych zespołów dopingowała zawodnikom w Zielonej Górze – mecze w hali CRS oglądało średnio 3868 kibiców.
Mistrzostwo Polski zagwarantowało Stelmetowi Zielona Góra udział bez eliminacji w najbardziej prestiżowej lidze w Europie – w Eurolidze.

## Sukcesy
Krajowe
- Mistrzostwa Polski:

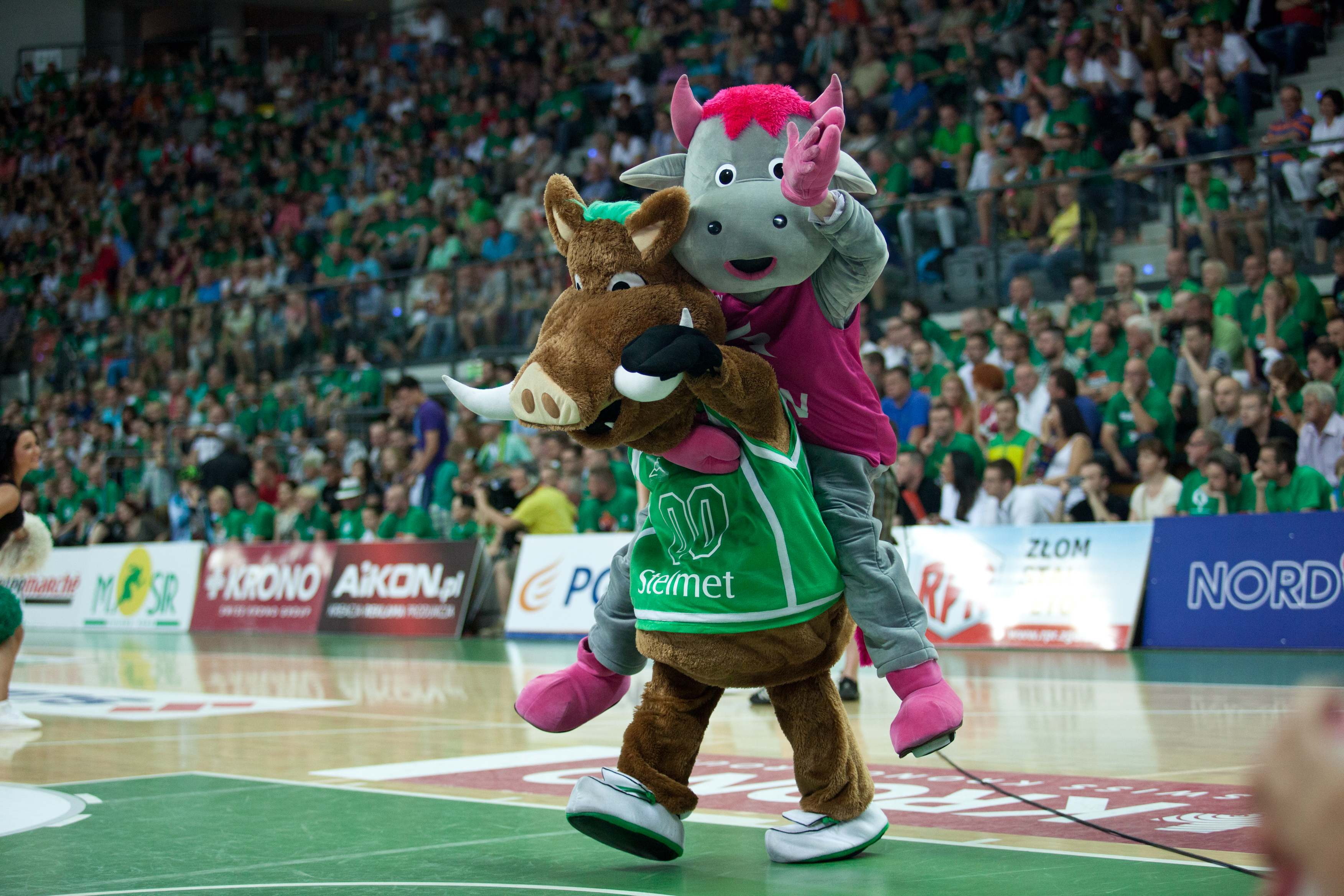
Maskotki Stelmetu i Tauron Basket Ligi (czerwiec 2014)

  -  Mistrz Polski (5x): 2013, 2015, 2016, 2017, 2020
  -  Wicemistrz Polski (2x): 2014, 2021
  -  Brązowy medalista MP (1x): 2012
  - Czwarte miejsce MP (3x): 1993, 2018, 2019
- Puchar Polski:
  -  Zwycięzca (3x): 2015, 2017, 2021
  -  Finalista (3x): 2012, 2016, 2018
- Superpuchar Polski:
  -  Zwycięzca (3x): 2015, 2020, 2021
  -  Finalista (3x): 2013, 2016, 2017

Międzynarodowe
- VTB United League:
  -  6. miejsce: 2020, 2021
  -  12. miejsce: 2019[80]
- Eurocup:[81]
  - ćwierćfinał (TOP 8): 2016
  - TOP 16: 2013
  - TOP 32: 2014
  - Faza grupowa (I runda): 2015
- Euroliga:
  - TOP 24 : 2014, 2016
- Liga Mistrzów FIBA:
  - TOP 16: 2018
  - Faza grupowa: 2017

## Europejskie puchary

### Sezon 2012/2013 –Puchar Europy
FAZA GRUPOWA – GRUPA F
- - Stelmet –  Uniks Kazań 67:75
  -  Panionios Ateny – Stelmet 70:76
  -  Telenet Ostenda – Stelmet 80:74
  - Stelmet –  Telenet Ostenda 85:61
  -  Uniks Kazań – Stelmet 76:91
  - Stelmet –  Panionios Ateny 84:85

TABELA
- 1.  Uniks 6 11
- 2.  Stelmet 6 9
- 3.  Telenet 6 8
- 4.  Panionios 6 8

LAST 16 – GRUPA K
- - Stelmet –  Cajasol Sevilla 76:67
  -  Lokomotiw Kubań Krasnodar – Stelmet 96:87
  - Stelmet –  Spartak Sankt Petersburg 69:89
  -  Spartak Sankt Petersburg – Stelmet 81:54
  -  Cajasol Sevilla – Stelmet 81:85
  - Stelmet –  Lokomotiw Kubań Krasnodar 94:88

TABELA
- 1.  Lokomotiw 6 10
- 2.  Spartak 6 9

- 3.  Stelmet 6 9
- 4.  Cajasol 6 7

### Sezon 2013/2014 –Euroliga
FAZA GRUPOWA – GRUPA C
- Stelmet –  Bayern Monachium 73:94
  -  Unicaja Malaga – Stelmet 101:68
  - Stelmet –  Montepaschi Siena 73:65
  - Stelmet –  Galatasaray Stambuł 75:78
  -  Olympiacos Pireus – Stelmet 79:77
  -  Bayern MonaSechium – Stelmet 71:78
  - Stelmet –  Unicaja Malaga 67:84
  -  Montepaschi Siena – Stelmet 60:59
  -  Galatasaray Stambuł – Stelmet 76:57
  - Stelmet –  Olympiacos Pireus 80:91

TABELA:
| P  | Kraj      | Nazwa klubu | Pkt. | +/- |
| -- | --------- | ----------- | ---- | --- |
| 1. | Grecja    | Olympiacos  | 20   | +78 |
| 2. | Turcja    | Galatasaray | 16   | -25 |
| 3. | Hiszpania | Unicaja     | 15   | +44 |
| 4. | Niemcy    | Bayern      | 14   | +27 |
| 5. | Włochy    | Montepaschi | 13   | -32 |
| 6. | Polska    | Stelmet     | 12   | -92 |

### Sezon 2013/2014 – Puchar Europy
FAZA GRUPOWA – GRUPA O
- Stelmet –  Uniks Kazań 72:77
- Telenet Oostende – Stelmet 76:74
- Valencia BC – Stelmet 90:53
- Stelmet –  Valencia BC 82:77
- Uniks Kazań – Stelmet 82:64
- Stelmet –  Telenet Oostende 80:84

TABELA:
| P  | Kraj      | Nazwa klubu | Pkt. | +/- |
| -- | --------- | ----------- | ---- | --- |
| 1. | Rosja     | Uniks       | 11   | +36 |
| 2. | Hiszpania | Valencia BC | 9    | +69 |
| 3. | Belgia    | Telenet     | 9    | -44 |
| 4. | Polska    | Stelmet     | 7    | -57 |

Sezon 2014/2015 – Puchar Europy
FAZA GRUPOWA – GRUPA F
- Stelmet –  Lokomotiw Kubań Krasnodar 78:97
- PAOK Saloniki – Stelmet 85:66
- Stelmet –  Budućnost Podgorica 76:90
- Pınar Karşıyaka – Stelmet 83:67
- Stelmet –  BK Windawa 69:79
- Lokomotiw Kubań Krasnodar – Stelmet 78:68
- Stelmet –  PAOK Saloniki 84:77
- Budućnost Podgorica – Stelmet 100:85
- Stelmet –  Pınar Karşıyaka 71:69
- BK Windawa – Stelmet 51:58

TABELA:
| P  | Kraj       | Nazwa klubu | Pkt. | +/-  |
| -- | ---------- | ----------- | ---- | ---- |
| 1. | Rosja      | Lokomotiw   | 20   | +142 |
| 2. | Grecja     | PAOK        | 16   | 0    |
| 3. | Turcja     | Pinar       | 16   | +17  |
| 4. | Czarnogóra | Budućnost   | 13   | -13  |
| 5. | Polska     | Stelmet     | 13   | -87  |
| 6. | Łotwa      | BK Windawa  | 12   | -59  |

### Sezon 2015/2016 –Euroliga

#### Grupa C
| Msc. | Zespół              | M  | W | P | +   | -   | +/- | Kwalifikacja               |
| ---- | ------------------- | -- | - | - | --- | --- | --- | -------------------------- |
| 1    | Lokomotiw Kubań     | 10 | 8 | 2 | 754 | 683 | +71 | Awans do Top 16            |
| 2    | FC Barcelona        | 10 | 6 | 4 | 822 | 747 | +75 | Awans do Top 16            |
| 3    | Panathinaikos       | 10 | 6 | 4 | 756 | 710 | +46 | Awans do Top 16            |
| 4    | Žalgiris Kowno      | 10 | 5 | 5 | 697 | 731 | −34 | Awans do Top 16            |
| 5    | Karşıyaka Basket    | 10 | 3 | 7 | 698 | 772 | −74 | Transfer do Pucharu Europy |
| 6    | Zastal Zielona Góra | 10 | 2 | 8 | 664 | 748 | −84 | Transfer do Pucharu Europy |

### Sezon 2015/2016 –Puchar Europy
FAZA GRUPOWA – GRUPA L
| Poz | Zespół                 | M | W | P | +   | -   | +/- | Kwalifikacja          |
| --- | ---------------------- | - | - | - | --- | --- | --- | --------------------- |
| 1   | Zenit Petersburg       | 6 | 4 | 2 | 479 | 470 | +9  | Awans do 1/8 finału   |
| 2   | Zastal Zielona Góra    | 6 | 3 | 3 | 458 | 463 | −5  | Awans do 1/8 finału   |
| 3   | MHP Riesen Ludwigsburg | 6 | 3 | 3 | 477 | 468 | +9  | Zakończenie rozgrywek |
| 4   | Reyer Venezia Mestre   | 6 | 2 | 4 | 461 | 474 | −13 | Zakończenie rozgrywek |

### 1/8 finału
| Team                 | I mecz | II mecz | suma |
| -------------------- | ------ | ------- | ---- |
| Stelmet Zielona Góra | 68     | 71      | 139  |
| Uniks                | 72     | 54      | 126  |

### Ćwierćfinał
| Team                   | I mecz | II mecz | suma |
| ---------------------- | ------ | ------- | ---- |
| Stelmet Zielona Góra   | 82     | 86      | 168  |
| Herbalife Gran Canaria | 93     | 83      | 176  |

## Hala

### Historia
W latach 60. XX wieku Zastal swoje mecze domowe rozgrywał w hali sportowej położonej przy ulicy Chopina w Zielonej Górze, wybudowanej w 1930 roku. Następnie klub przeniósł się do hali sportowej Novity, położonej przy ulicy Wyspiańskiego 10 w Zielonej Górze. Obiekt ten mieścił niespełna 300 osób. Zastal grał w nim do momentu uzyskania awansu do najwyższej klasy rozgrywkowej, rozgrywając w tym miejscu między innymi decydujące o awansie spotkanie ze Spójnią Stargard Szczeciński.
Po uzyskaniu promocji do ekstraklasy Zastal zaczął domowe spotkania rozgrywać w hali sportowej w Drzonkowie, która mogła pomieścić maksymalnie około 1500 widzów. Zielonogórski klub występował w Drzonkowie do marca 1992 roku. Wówczas to otwarto w Zielonej Górze nową halę sportową położoną przy ulicy Szafrana, także mogącą pomieścić maksymalnie około 1500 osób. Swój pierwszy mecz w tym obiekcie Zastal rozegrał 7 marca 1992 przeciwko Stali Bobrek Bytom. W hali przy ulicy Szafrana występował do końca sezonu 2009/2010, który zakończył się awansem do PLK. Następnie klub przeniósł się do świeżo wybudowanej hali przy ulicy Sulechowskiej, o pojemności 5000 miejsc.

### Obecny obiekt

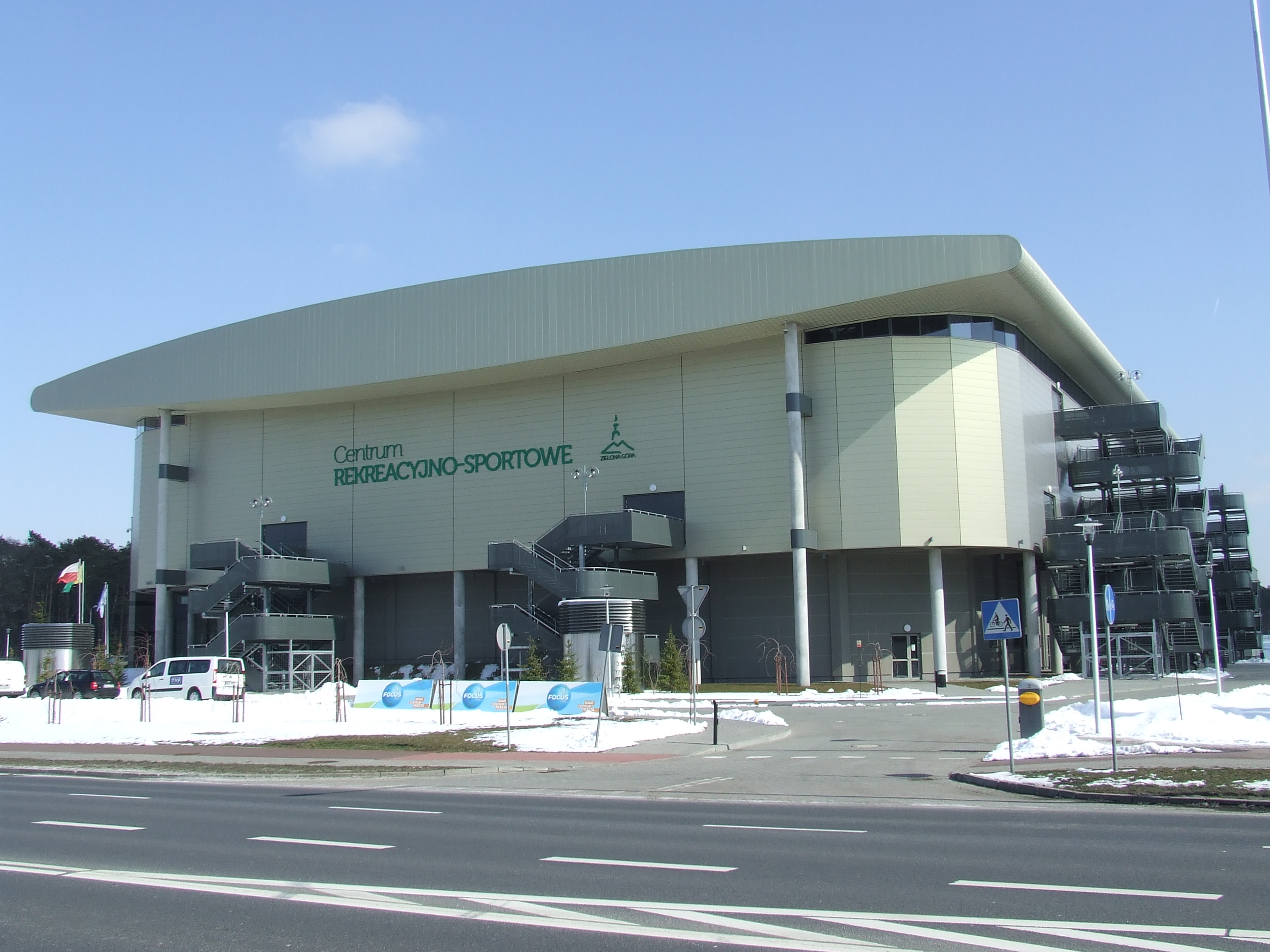
Hala MOSiR

- Hala: Hala Centrum Rekreacyjno-Sportowego w Zielonej Górze
  - Ulica: Sulechowska 41
  - Pojemność: 5000 miejsc[89]

## Nagrody i wyróżnienia
pogrubienie – oznacza zwycięzcę konkursu

NBL – mecz gwiazd PLK vs NBL rozgrywany w latach 2013–2014

### PLK
| MVP sezonu - Walter Hodge (2012, 2013) - Mateusz Ponitka (2016) MVP Finałów PLK - Quinton Hosley (2013, 2015) - Dee Bost (2016) MVP meczu o brąz - Walter Hodge (2012) MVP meczu gwiazd - Walter Hodge (2013-NBL) MVP Pucharu Polski - Przemysław Zamojski (2015) MVP Superpucharu Polski - Mateusz Ponitka (2015) | Najlepszy Polski Zawodnik PLK - Łukasz Koszarek (2013, 2014) - Mateusz Ponitka (2016) Najlepszy w obronie PLK - Quinton Hosley (2015) Najlepszy Polski Debiutant PLK - Jakub Dłoniak (2011) Najlepszy Trener PLK - Sašo Filipovski (2016) | I skład PLK - Walter Hodge (2012, 2013) - Łukasz Koszarek (2013, 2014) - Vladimir Dragičević (2014) - Aaron Cel (2015) - Quinton Hosley (2015) - Mateusz Ponitka (2016) - Dejan Borovnjak (2016) |

| Uczestnicy meczu gwiazd - Walter Hodge (2011, 2012, 2013) - Jakub Dłoniak (2011) - Chris Burgess (2011) - Kirk Archibeque (2012) - Kamil Chanas (2012) - Quinton Hosley (2013-NBL) - Oliver Stević (2013-NBL) - Christian Eyenga (2014-NBL) - Vladimir Dragičević (2014) - Przemysław Zamojski (2014-NBL) - Łukasz Koszarek (2014-NBL) | Trenerzy meczu gwiazd - Mihailo Uvalin (2014-NBL) - Andrzej Adamek (2014-NBL-asystent) |

| Uczestnicy konkursu wsadów PLK - Walter Hodge (2012) - Christian Eyenga (2014-NBL) - Przemysław Zamojski (2014-NBL) | Uczestnicy konkursu rzutów za 3 punkty PLK - Przemysław Zamojski (2014-NBL) |

### I liga
| MVP I ligi - Marcin Chodkiewicz (2005) - Marcin Flieger (2010) I skład I ligi - Marcin Chodkiewicz (2005) - Paweł Szcześniak (2007, 2008) - Łukasz Wiśniewski (2009) - Marcin Flieger (2010) Zwycięzcy konkursu rzutów za 3 punkty podczas meczu gwiazd I ligi - Jarosław Kalinowski (2007) | Uczestnicy meczu gwiazd I ligi - Robert Morkowski (2007) - Paweł Szcześniak (2007) - Marcin Chodkiewicz (2007) - Jarosław Kalinowski (2007) - Tomasz Wojdyła (2010) - Mateusz Jarmakowicz (2010) - Marcin Flieger (2010) |

## Zawodnicy

### Zastrzeżone numery
- 5 – Mariusz Kaczmarek (od 3 listopada 2019[90])
- 15 – Walter Hodge (od 15 czerwca 2013[91])
- 55 - Łukasz Koszarek (od 22 grudnia 2021[92])

### Obecny skład
Stan na 21 października 2024, na podstawie.
| Nr | Poz. | Nar.              | Nazwisko i imię     | Data urodzenia | Wzrost | Masa ciała |
| -- | ---- | ----------------- | ------------------- | -------------- | ------ | ---------- |
| 31 | F    | Łotwa             | Bērziņš, Jānis      | 1993-05-04     | 201 cm |            |
| 4  | SF   | Polska            | Dereziński, Dawid   | 2002-05-22     | 192 cm |            |
| 24 | C/F  | Łotwa             | Freimanis, Rolands  | 1988-01-21     | 208 cm |            |
| 41 | C    | Stany Zjednoczone | Groselle, Geoffrey  | 1993-02-12     | 213 cm |            |
| 55 | PG   | Polska            | Koszarek, Łukasz    | 1984-01-12     | 187 cm |            |
| 1  | G    | Dania             | Lundberg, Gabriel   | 1994-12-04     | 193 cm |            |
| 2  | F    | Polska            | Porada, Kacper      | 2001-04-09     | 194 cm |            |
| 21 | PF   | Polska            | Put, Filip          | 1993-04-08     | 201 cm |            |
| 32 | PF   | Stany Zjednoczone | Reynolds, Blake     | 1996-10-30     | 201 cm |            |
| 0  | G/F  | /                 | Richard, Kris       | 1989-03-01     | 196 cm |            |
| 22 | SG   | Polska            | Szymkiewicz, Daniel | 1994-11-02     | 193 cm |            |
| 3  | PG   | Polska            | Traczyk, Kacper     | 1998-03-25     | 185 cm |            |
| 8  | SF   | Stany Zjednoczone | Williams, Cecil     | 1995-05-28     | 198 cm |            |

Trener:  Žan Tabak
 Asystenci: Félix Alonso • Jakub Lewandowski • Arkadiusz Miłoszewski

### Składy Zastalu na najwyższym szczeblu ligowym
Uwzględniono tylko zawodników, którzy w barwach Zastalu wystąpili w przynajmniej jednym meczu ligowym (także tych, którzy w trakcie sezonu odeszli z klubu).

#### 1984/1985
| Obrońcy    | Piotr Galant • Mariusz Kaczmarek • Roman Krautwurst • Leszek Krzekotowski • Jarosław Michałowski • Radosław Nowacki • Jarosław Posioł • Krzysztof Protasewicz |
| Skrzydłowi | Czesław Bortnowski • Krzysztof Kaczmarek • Romuald Naruszewicz • Paweł Wysocki • Zbigniew Pruszyński                                                          |
| Środkowi   | Mirosław Łukowski • Piotr Olczak |

#### 1985/1986
| Obrońcy    | Piotr Galant • Mariusz Kaczmarek • Dariusz Kudłaty • Radosław Nowacki • Jarosław Posioł • Krzysztof Protasewicz            |
| Skrzydłowi | Czesław Bortnowski • Krzysztof Kaczmarek • Bartosz Kwiatkowski • Romuald Naruszewicz • Paweł Wysocki • Zbigniew Pruszyński |
| Środkowi   | Mirosław Łukowski • Piotr Olczak                                                                                           |

#### 1986/1987
| Obrońcy    | Piotr Galant • Mariusz Kaczmarek • Mirosław II Kalinowski • Ryszard Mazur • Paweł Naruszewicz • Radosław Nowacki • Jarosław Posioł • Krzysztof Protasewicz • Piotr Tymecki |
| Skrzydłowi | Czesław Bortnowski • Krzysztof Kaczmarek • Bartosz Kwiatkowski • Romuald Naruszewicz • Paweł Wysocki                                                                       |
| Środkowi   | Mirosław Łukowski • Piotr Olczak |

#### 1987/1988
| Obrońcy    | Piotr Galant • Mariusz Kaczmarek • Mirosław II Kalinowski • Ryszard Mazur • Paweł Naruszewicz • Radosław Nowacki • Krzysztof Protasewicz |
| Skrzydłowi | Czesław Bortnowski • Krzysztof Kaczmarek • Paweł Wysocki                                                                                 |
| Środkowi   | Janusz Bortnowski • Mirosław Łukowski • Piotr Olczak                                                                                     |

#### 1988/1989
| Obrońcy    | Sebastian Bouge • Wojciech Jabczyński • Mariusz Kaczmarek • Mirosław II Kalinowski • Ryszard Mazur • Radosław Nowacki • Armand Pisarczyk • Tomasz Polewski • Krzysztof Protasewicz • Jerzy Teichert |
| Skrzydłowi | Krzysztof Błaszczyński • Czesław Bortnowski • Tomasz Krzyżyński • Radosław Majdra • Arkadiusz Szumko • Paweł Wysocki                                                                                |
| Środkowi   | Janusz Bortnowski • Mirosław Łukowski |

#### 1989/1990
| Obrońcy    | Sebastian Bouge • Mariusz Kaczmarek • Mirosław II Kalinowski • Ryszard Mazur • Krzysztof Protasewicz • Jerzy Teichert   |
| Skrzydłowi | Krzysztof Błaszczyński • Czesław Bortnowski • Krzysztof Kaczmarek • Tomasz Krzyżyński • Radosław Majdra • Paweł Wysocki |
| Środkowi   | Mirosław Łukowski |

#### 1990/1991
| Obrońcy    | Sebastian Bouge • Mariusz Kaczmarek • Mirosław II Kalinowski • Ryszard Mazur • Krzysztof Protasewicz • Jerzy Teichert   |
| Skrzydłowi | Krzysztof Błaszczyński • Czesław Bortnowski • Krzysztof Kaczmarek • Tomasz Krzyżyński • Radosław Majdra • Paweł Wysocki |
| Środkowi   | Piotr Bortnowski • Mirosław Łukowski                                                                                    |

#### 1991/1992
| Obrońcy    | Sebastian Bouge • Tomasz Duszyński • Mariusz Kaczmarek • Gvidonas Markevičius • Ryszard Mazur • Krzysztof Protasewicz        |
| Skrzydłowi | Krzysztof Błaszczyński • Czesław Bortnowski • Krzysztof Kaczmarek • Tomasz Krzyżyński • Radosław Majdra • Aleksandr Nikiszyn |
| Środkowi   | Damian Andrałojć • Piotr Bortnowski • Mirosław Łukowski                                                                      |

#### 1992/1993
| Obrońcy    | Sebastian Bouge • Gvidonas Markevičius • Ryszard Mazur • Krzysztof Protasewicz • Mirosław Rajkowski • Paweł Szcześniak |
| Skrzydłowi | Krzysztof Chwirot • Siergiej Diemurin • Tomasz Krzyżyński • Robert Morkowski • Oskar Zadrejko                          |
| Środkowi   | Piotr Bortnowski • Jarosław Jechorek • Mirosław Łukowski                                                               |

#### 1993/1994
| Obrońcy    | Tomasz Duszyński • Gvidonas Markevičius • Ryszard Mazur • Mirosław Rajkowski • Mirosław Smyrak • Paweł Szcześniak                                                   |
| Skrzydłowi | Krzysztof Błaszczyński • Łukasz Brzózka • Krzysztof Chwirot • Siergiej Diemurin • Sebastian Kaszewski • Krystian Kozakiewicz • Tomasz Krzyżyński • Robert Morkowski |
| Środkowi   | Piotr Bortnowski |

#### 1994/1995
| Obrońcy    | Jarosław Bańda • Gvidonas Markevičius • Mirosław Rajkowski • Mirosław Smyrak • Paweł Szcześniak                                       |
| Skrzydłowi | Krzysztof Błaszczyński • Łukasz Brzózka • Siergiej Diemurin • Grzegorz Jasiczek • Rafał Jędryś • Tomasz Krzyżyński • Robert Morkowski |
| Środkowi   | Piotr Bortnowski • Mirosław Łukowski                                                                                                  |

#### 1995/1996
| Obrońcy    | Jarosław Bańda • Tomasz Duszyński • Ryszard Mazur • Paweł Szcześniak • Mitch Slusarski • Bartłomiej Welc   |
| Skrzydłowi | Łukasz Brzózka • Krzysztof Der • Rafał Jędryś • Sebastian Kaszewski • Tomasz Krzyżyński • Robert Morkowski |
| Środkowi   | Damian Andrałojć • James Costner • Clark Redmond                                                           |

#### 1998/1999
| Obrońcy    | Jarosław Kalinowski • Piotr Nizioł • Peter Philo • Roberts Štelmahers • Bartłomiej Welc                                                                                        |
| Skrzydłowi | Łukasz Brzózka • Piotr Darzynkiewicz • Krzysztof Der • Aivaras Jokubaitis • Sebastian Kaszewski • Tomasz Krzyżyński • Terrence O'Kelly • Tadas Petravičius • Jacek Sienkiewicz |
| Środkowi   | Damian Andrałojć • Milos Babić • Maksymilian Łychmus • Tomas Venskunas |

#### 1999/2000
| Obrońcy    | Jarosław Kalinowski • Wiktor Malcew • Sławomir Olszewski • Tichon Sewidow • Michał Siwicki                                                                                               |
| Skrzydłowi | Łukasz Brzózka • Marcin Chodkiewicz • Piotr Darzynkiewicz • Krzysztof Der • Sebastian Kaszewski • Tomasz Krzyżyński • Żivko Misiracia • Boban Pajović • Nenad Radovski • Bożidar Vukazić |
| Środkowi   | Jarosław Jechorek • Aleksander Jegorow • Maksymilian Łychmus • Zoran Marković |

#### 2010/2011
| Obrońcy    | Jakub Dłoniak • Marcin Flieger • Walter Hodge • Jarosław Kalinowski • Grzegorz Kukiełka • Maciej Raczyński |
| Skrzydłowi | Adam Chodkiewicz • Marcin Chodkiewicz • Žarko Comagić • Trenton Marshall • James Maye                      |
| Środkowi   | Chris Burgess • David Burgess • Tomasz Kęsicki • Rafał Rajewicz                                            |

#### 2011/2012
| Obrońcy    | Kamil Chanas • Jakub Dłoniak • Marcin Flieger • Walter Hodge • Filip Matczak                                                       |
| Skrzydłowi | Adam Chodkiewicz • Marcin Chodkiewicz • Jakub Dłoniak • Gani Lawal • Uroš Mirković • Thomas Mobley • Marcin Sroka • Piotr Stelmach |
| Środkowi   | Pervis Pasco • Rafał Rajewicz |

#### 2012/2013
| Obrońcy    | Mantas Česnauskis • Kamil Chanas • Walter Hodge • Łukasz Koszarek • Filip Matczak                                                                 |
| Skrzydłowi | Zbigniew Białek • Dejan Borovnjak • Quinton Hosley • Paweł Jasnos • Rob Jones • Łukasz Seweryn • Marcin Sroka • Piotr Stelmach • Radosław Trubacz |
| Środkowi   | Dejan Borovnjak • Miloš Lopičić • Adam Łapeta • Oliver Stević                                                                                     |

#### 2013/2014
| Obrońcy    | Mantas Česnauskis • Kamil Chanas • Łukasz Koszarek • Marcel Ponitka • Terrell Stoglin • Erving Walker • Przemysław Zamojski |
| Skrzydłowi | David Barlow • Craig Brackins • Aaron Cel • Christian Eyenga • Marcus Ginyard • Maciej Kucharek • Marcin Sroka              |
| Środkowi   | Vladimir Dragičević • Adam Hrycaniuk                                                                                        |

#### 2014/2015
| Obrońcy    | Steve Burtt junior • Kamil Chanas • Łukasz Koszarek • Russell Robinson • Przemysław Zamojski • Kamil Zywert • Marek Zywert |
| Skrzydłowi | Daniel Johnson • Aaron Cel • Quinton Hosley • Maciej Kucharek • Patryk Pełka • Chevon Troutman                             |
| Środkowi   | Adam Hrycaniuk • Daniel Johnson • Jure Lalić                                                                               |

#### 2015/2016
| Obrońcy    | Dee Bost • Jakub Der • Karol Gruszecki • Łukasz Koszarek • Marcel Ponitka • J.R. Reynolds • Przemysław Zamojski • Kamil Zywert |
| Skrzydłowi | Nemanja Đurišić • Vlad Moldoveanu • Mateusz Ponitka • Radosław Trubacz                                                         |
| Środkowi   | Dejan Borovnjak • Adam Hrycaniuk • Szymon Szewczyk                                                                             |

### Koszykarze zagraniczni w barwach klubu
Poniższe zestawienie uwzględnia wszystkich zawodników zagranicznych, którzy wystąpili w przynajmniej jednym spotkaniu ligi polskiej w barwach Zastalu Zielona Góra. Liczba meczów oznacza liczbę spotkań ligowych, w jakich zagrał dany zawodnik, niezależnie od poziomu ligowego, na którym w danym sezonie występował Zastal Zielona Góra. Lista nie uwzględnia koszykarzy posiadających również obywatelstwo innego kraju, a występujących w Polsce w rozgrywkach ligowych na polskiej licencji.
Stan na 27 sierpnia 2020.
| Imię i nazwisko      | Kraj                          | Pozycja             | Lata gry w Zastalu          | Mecze | Źródło  |
| -------------------- | ----------------------------- | ------------------- | --------------------------- | ----- | ------- |
| Gvidonas Markevičius | Litwa                         | obrońca             | 1991–1995                   | 134   | [ 93 ]  |
| Aleksandr Nikiszyn   | Kazachstan                    | skrzydłowy          | 1991–1992                   | 35    | [ 94 ]  |
| Siergiej Diemurin    | Rosja                         | skrzydłowy          | 1992–1995                   | 81    | [ 95 ]  |
| James Costner        | Stany Zjednoczone             | środkowy            | 1995–1996                   | 25    | [ 96 ]  |
| Clark Redmond        | Stany Zjednoczone             | środkowy            | 1995–1996                   | 3     | [ 97 ]  |
| Mitch Slusarski      | Stany Zjednoczone             | obrońca             | 1995–1996                   | 23    | [ 98 ]  |
| Aivaras Jokubaitis   | Litwa                         | skrzydłowy          | 1996–1999                   | 74    | [ 99 ]  |
| James McClendon      | Stany Zjednoczone             | środkowy            | 1996–1997                   | 9     | [ 100 ] |
| Tadas Petravičius    | Litwa                         | skrzydłowy          | 1997–1999                   | 41    | [ 101 ] |
| Miloš Babić          | Jugosławia                    | środkowy            | 1998–1999                   | 32    | [ 102 ] |
| Terrence O'Kelly     | Stany Zjednoczone             | skrzydłowy          | 1998–1999                   | 23    | [ 103 ] |
| Peter Philo          | Stany Zjednoczone             | skrzydłowy          | 1998–1999                   | 1     | [ 104 ] |
| Roberts Štelmahers   | Łotwa                         | obrońca             | 1998–1999                   | 18    | [ 105 ] |
| Tomas Venskunas      | Litwa                         | środkowy            | 1998–1999                   | 7     | [ 106 ] |
| Aleksander Jegorow   | Rosja                         | środkowy            | 1999–2000                   | 15    | [ 107 ] |
| Wiktor Malcew        | Rosja                         | obrońca             | 1999–2000                   | 15    | [ 108 ] |
| Zoran Marković       | Jugosławia                    | środkowy            | 1999–2000                   | 3     | [ 109 ] |
| Żivko Misiracia      | Jugosławia                    | skrzydłowy          | 1999–2000                   | 6     | [ 110 ] |
| Boban Pajović        | Jugosławia                    | skrzydłowy          | 1999–2000                   | 8     | [ 111 ] |
| Nenad Radovski       | Jugosławia                    | skrzydłowy          | 1999–2000                   | 2     | [ 112 ] |
| Tichon Siewidow      | Rosja                         | obrońca             | 1999–2000                   | 11    | [ 113 ] |
| Bożidar Vukazić      | Jugosławia                    | skrzydłowy          | 1999–2000                   | 6     | [ 114 ] |
| Shaun Murray         | Stany Zjednoczone             | środkowy            | 2000–2001                   | 15    | [ 115 ] |
| Dainius Tamosaitis   | Litwa                         | obrońca             | 2000–2001                   | 14    | [ 116 ] |
| Chris Burgess        | Stany Zjednoczone             | środkowy            | 2010–2011                   | 25    | [ 117 ] |
| David Burgess        | Stany Zjednoczone             | środkowy            | 2010–2011                   | 12    | [ 118 ] |
| Žarko Čomagić        | Serbia                        | skrzydłowy          | 2010–2011                   | 25    | [ 119 ] |
| Walter Hodge         | Portoryko                     | obrońca             | 2010–2013                   | 111   | [ 120 ] |
| Trenton Marshall     | Stany Zjednoczone             | obrońca/skrzydłowy  | 2010                        | 13    | [ 121 ] |
| James Maye           | Stany Zjednoczone             | skrzydłowy          | 2010–2011                   | 12    | [ 122 ] |
| Gani Lawal           | Stany Zjednoczone             | skrzydłowy          | 2011–2012                   | 13    | [ 123 ] |
| Uroš Mirković        | Serbia                        | skrzydłowy          | 2011–2012                   | 45    | [ 124 ] |
| Kirk Archibeque      | Stany Zjednoczone             | środkowy            | 2011–2012                   | 33    | [ 125 ] |
| Pervis Pasco         | Stany Zjednoczone             | środkowy            | 2012                        | 3     | [ 126 ] |
| Thomas Mobley        | Stany Zjednoczone             | skrzydłowy          | 2012                        | 17    | [ 127 ] |
| Dejan Borovnjak      | Serbia                        | skrzydłowy/środkowy | 2012–2013 i 2015–2016       | 69    | [ 128 ] |
| Quinton Hosley       | Stany Zjednoczone             | skrzydłowy          | 2012–2013, 2014–2015 i 2019 | 103   | [ 129 ] |
| Rob Jones            | Stany Zjednoczone             | skrzydłowy          | 2012–2013                   | 20    | [ 130 ] |
| Miloš Lopičić        | Czarnogóra                    | środkowy            | 2012–2013                   | 19    | [ 131 ] |
| Oliver Stević        | Serbia                        | skrzydłowy/środkowy | 2012–2013                   | 40    | [ 132 ] |
| David Barlow         | Australia                     | skrzydłowy          | 2013                        | 5     | [ 133 ] |
| Craig Brackins       | Stany Zjednoczone             | skrzydłowy          | 2013–2014                   | 42    | [ 134 ] |
| Vladimir Dragičević  | Czarnogóra                    | środkowy            | 2013–2014 i 2016–2018       | 119   | [ 135 ] |
| Christian Eyenga     | Demokratyczna Republika Konga | skrzydłowy          | 2013–2014                   | 47    | [ 136 ] |
| Marcus Ginyard       | Stany Zjednoczone             | obrońca/skrzydłowy  | 2014                        | 23    | [ 137 ] |
| Terrell Stoglin      | Stany Zjednoczone             | obrońca             | 2014                        | 2     | [ 138 ] |
| Erving Walker        | Stany Zjednoczone             | obrońca             | 2013–2014                   | 15    | [ 139 ] |
| Steve Burtt          | Stany Zjednoczone             | obrońca             | 2014                        | 9     | [ 140 ] |
| Daniel Johnson       | Australia                     | skrzydłowy/środkowy | 2014–2015                   | 16    | [ 141 ] |
| Jure Lalić           | Chorwacja                     | środkowy            | 2015                        | 26    | [ 142 ] |
| Russell Robinson     | Stany Zjednoczone             | obrońca             | 2015                        | 30    | [ 143 ] |
| Chevon Troutman      | Stany Zjednoczone             | skrzydłowy/środkowy | 2014–2015                   | 40    | [ 144 ] |
| Dee Bost             | Stany Zjednoczone             | obrońca             | 2015–2016                   | 42    | [ 145 ] |
| Nemanja Đurišić      | Czarnogóra                    | skrzydłowy          | 2015–2017                   | 74    | [ 146 ] |
| Vlad Moldoveanu      | Rumunia                       | skrzydłowy          | 2015–2016                   | 39    | [ 147 ] |
| J.R. Reynolds        | Stany Zjednoczone             | obrońca             | 2015                        | 8     | [ 148 ] |
| James Florence       | Stany Zjednoczone             | obrońca             | 2015                        | 81    | [ 149 ] |
| Armani Moore         | Stany Zjednoczone             | skrzydłowy          | 2016–2017                   | 58    | [ 150 ] |
| Julian Vaughn        | Stany Zjednoczone             | skrzydłowy/środkowy | 2016–2017                   | 18    | [ 151 ] |
| Ihor Zajcew          | Ukraina                       | skrzydłowy/środkowy | 2016                        | 9     | [ 152 ] |
| Martynas Gecevičius  | Litwa                         | obrońca             | 2017–2018                   | 35    | [ 153 ] |
| Alex Hernández       | Hiszpania                     | obrońca             | 2018                        | 12    | [ 154 ] |
| Edo Murić            | Słowenia                      | skrzydłowy          | 2017–2018                   | 23    | [ 155 ] |
| Boris Savović        | Serbia                        | skrzydłowy/środkowy | 2017–2018                   | 33    | [ 156 ] |
| Nikola Marković      | Serbia                        | skrzydłowy/środkowy | 2018                        | 5     | [ 157 ] |
| Gabe DeVoe           | Stany Zjednoczone             | obrońca             | 2018–2019                   | 35    | [ 158 ] |
| Michael Humphrey     | Stany Zjednoczone             | środkowy            | 2019                        | 10    | [ 159 ] |
| Kodi Justice         | Stany Zjednoczone             | obrońca             | 2019                        | 5     | [ 160 ] |
| Darko Planinić       | Chorwacja                     | środkowy            | 2018–2019                   | 36    | [ 161 ] |
| Željko Šakić         | Chorwacja                     | środkowy            | 2018–2019                   | 38    | [ 162 ] |
| Markel Starks        | Stany Zjednoczone             | obrońca             | 2018–2019                   | 36    | [ 163 ] |
| Eric Griffin         | Stany Zjednoczone             | obrońca             | 2019                        | 2     | [ 164 ] |
| Drew Gordon          | Stany Zjednoczone             | środkowy            | 2019–2020                   | 19    | [ 165 ] |
| Ludvig Håkanson      | Szwecja                       | obrońca             | 2019–2020                   | 22    | [ 166 ] |
| Tony Meier           | Stany Zjednoczone             | skrzydłowy          | 2019–2020                   | 22    | [ 167 ] |
| Ivica Radić          | Chorwacja                     | środkowy            | 2019–2020                   | 22    | [ 168 ] |
| Joe Thomasson        | Stany Zjednoczone             | obrońca             | 2019–2020                   | 22    | [ 169 ] |
| George King          | Stany Zjednoczone             | obrońca             | 2020                        | 6     | [ 170 ] |
| Sindarius Thornwell  | Stany Zjednoczone             | obrońca             | 2024-2025                   | 17    |         |

## Trenerzy i skład szkoleniowy

### Obecna kadra szkoleniowa
Poniższa tabela przedstawia sztab szkoleniowy Zastalu Enea BC Zielona Góra na sezon 2020/2021 (dane aktualne na 27 sierpnia 2020).
| Imię i nazwisko              | Funkcja                           |
| ---------------------------- | --------------------------------- |
| Vladimir Jovanović           | Trener                            |
| Grzegorz Kukiełka            | Asystent trenera                  |
| Wojciech Rosikiewicz         | Trener przygotowania motorycznego |
| Mateusz Mruk Marcel Wojewoda | Fizjoterapeuta                    |